# Filmarchiv des Bundesarchivs
Die Abteilung Filmarchiv des Bundesarchivs ist Teil des Bundesarchivs und dokumentiert mehr als 100 Jahre deutsche Filmgeschichte. Sie ist eines der größten Archive dieser Art in der Welt und das zentrale deutsche Filmarchiv zur Sammlung, Erhaltung und Bereitstellung des nationalen Filmerbes.
Nach der deutschen Vereinigung wurden gemäß Einigungsvertrag das Filmarchiv des Bundesarchivs und das Staatliche Filmarchiv der DDR am 3. Oktober 1990 zusammengeführt.

## Filme
Der Filmbestand umfasst zurzeit etwa 146.000 Dokumentar- und Spielfilme auf einer Million Filmrollen oder anderen Trägern. Seit seiner Gründung in den 1950er Jahren sammelt das Filmarchiv deutsche Filme aller Genres, darunter Wochenschauen, Trickfilme, Dokumentarfilme und Spielfilme, soweit sie nicht für das Fernsehen produziert wurden.
Die ältesten öffentlich aufgeführten Filme aus dem Jahr 1895 sind ebenso vorhanden wie die aktuellen Gewinner des Deutschen Filmpreises. Der Schwerpunkt der Überlieferung liegt im Zeitraum von 1930 bis 1945, in Kinowochenschauen nach 1945 sowie Filmen aus der DDR. Nahezu vollständig sind auch Auftragsproduktionen der Bundesbehörden und Filme, die mit Mitteln der Bundesrepublik Deutschland gefördert wurden. Jeder Film ist mit seinem Titel dokumentiert. Zu vielen Filmen gibt es ausführliche filmografische Informationen, Inhaltsbeschreibungen und Nachweise zu Orten, Personen oder Sachbegriffen.

## Filmbegleitendes Material
Das Filmarchiv sammelt daneben filmbegleitende Unterlagen, die die künstlerische und technische Entwicklung des Mediums Film oder die Entstehung und Wirkung einzelner Produktionen dokumentieren. So können Verleihkataloge, Programme, Fotos, Plakate, Drehbücher und andere Unterlagen eingesehen werden. Einzigartig ist die Sammlung von Zensur- und Zulassungsunterlagen, die oft die letzten Zeugen verschollener Filme und wichtige Quellen für Filmhistoriker und Archivare sind. Zugänglich für Benutzer ist darüber hinaus auch eine Spezialbibliothek zum Thema Film.

## Bestandserhaltung
Das Archiv verfügt über eigene, hochspezialisierte filmtechnische Werkstätten und Lager, in denen das deutsche Filmerbe konserviert, restauriert und für die Nachwelt erhalten wird.

## Veranstaltungen
Neben der Unterstützung zahlreicher in- und ausländischer Filmveranstaltungen ist das Bundesarchiv-Filmarchiv alljährlich neben CineGraph – Hamburgisches Centrum für Filmforschung Veranstalter von CineFest – Internationales Festival des deutschen Film-Erbes und betreut die Retrospektive beim Internationalen Leipziger Festival für Dokumentar- und Animationsfilm (DOK Leipzig).

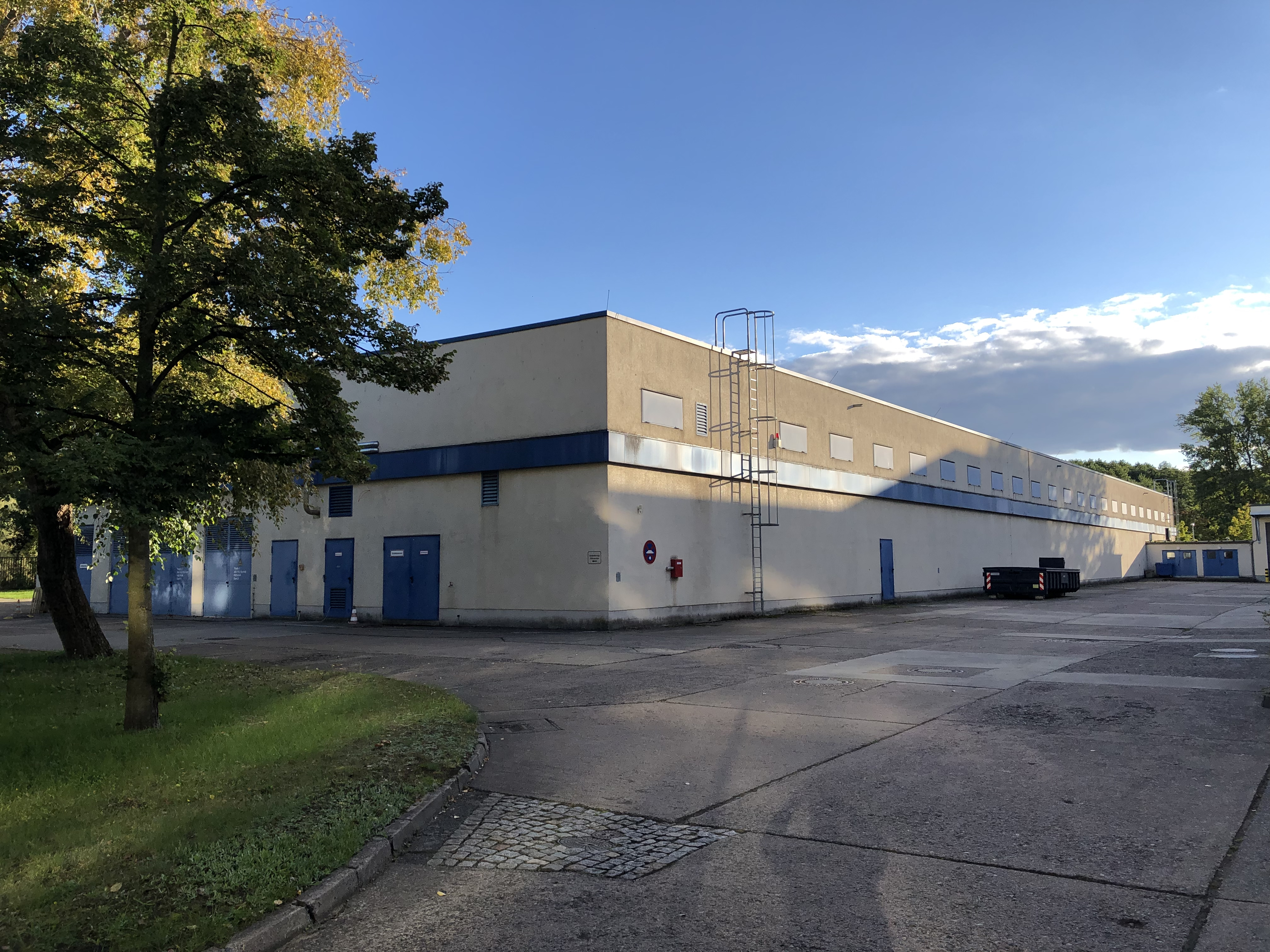
Magazin für nicht brandgefährdete Filme

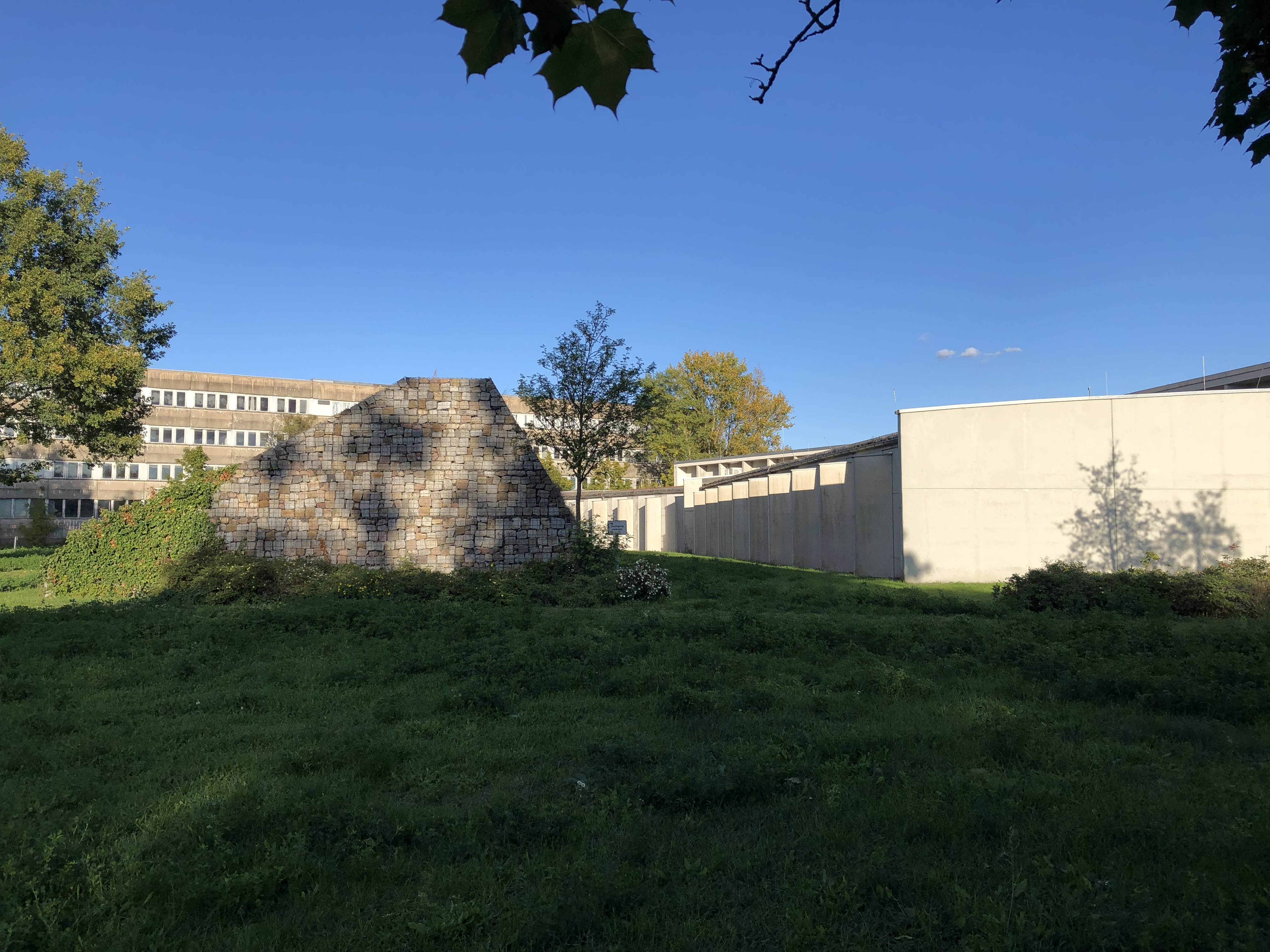
Erdwall (l) und Nitrofilm-Lager (r)

## Geschichte
Das Filmarchiv befand sich auf der Festung Ehrenbreitstein in Koblenz. Dort wurden auch Filme gelagert, die Träger auf Cellulosenitratbasis verwendeten. Diese bis weit in die 1950er Jahre verwendeten Filme stellen eine akute Gefahr dar. Zelluloidfilme (Nitrozellulosefilme) verbrennen augenblicklich, fast explosionsartig, deshalb fallen diese heute unter das Sprengstoffgesetz. Eine weitere Gefahr stellt auch die alterungsbedingte Zersetzung der Nitrofilme dar, bei der sich nitrose Gase entwickeln.
Seit Sommer 1958 erfolgte auf der Festung Ehrenbreitstein die Einlagerung von Nitrofilm. Die dortigen Lagerräume, die über Holzfußböden und Holztüren verfügten, wurden erst 1960 brandschutzgerecht umgebaut. 1977/78 baute man 13 relativ kleine, nebeneinander liegende Lagerkammern ein, die jeweils durch eine Klimaanlage mit Abtauheizung gekühlt und entfeuchtet wurden. Dort wurden alle bisher in der gesamten Festung verteilten rund 24.000 Rollen eingelagert. Am 26. Januar 1988 kam es im Nitrofilmlager der Festung Ehrenbreitstein zu einer Brandkatastrophe, deren Ursache aller Wahrscheinlichkeit nach ein Defekt eines Klimagerätes war. Anscheinend hatte die Abtauheizung des Gerätes die Stahlregale mit etwa 2.000 Filmdosen über längere Zeit erwärmt. Das führte zu einer Brandexplosion in einem der 13 Lagerräume, da sich die Nitrofilme bei einer Temperatur von mehr als 40 °C selbst entzünden.
Von den vom Brand vernichteten Filmen waren bereits etwa 80 % auf nicht brennbaren Sicherheitsfilm umkopiert worden. Dennoch war es üblich, die Originale weiterhin zu archivieren. Diese Praxis wurde als Folge des Brandes geändert, und alle umkopierten Filme waren fortan unverzüglich zu vernichten. Diese Entscheidung wurde mehrfach kritisiert, nicht zuletzt weil sich die dem internationalen Verband der Filmarchive angeschlossenen Institutionen verpflichtet haben, die Originale umkopierter Nitrofilme auch weiterhin aufzubewahren. Seit dem Jahr 2000 bewahrt das Bundesarchiv daher bedeutende Nitrofilm-Originale auch nach der Umkopierung auf.
Vier Monate nach dem Brand kündigte das Land Rheinland-Pfalz den mit dem Bundesarchiv abgeschlossenen Mietvertrag für das vom Brand betroffene Filmlager und untersagte die generelle Nutzung der Festung als Nitrofilmlager. Als neues Nitrofilmlager nutzte man das Gelände des Munitionslagers einer ehemaligen NATO-Raketenstellung in Obersayn im Westerwald, wo Kühlcontainer aufgestellt wurden. Die Filmbestände betrugen 1989 etwa 20.000 Rollen. Nach Eingliederung des Staatlichen Filmarchivs der DDR kamen etwa 60.000 Rollen hinzu, die in Potsdam-Babelsberg und Berlin-Wilhelmshagen lagerten.
Das Filmarchiv des Bundesarchivs befand sich von 1990 bis 2018 in Berlin-Wilmersdorf im 1937 von Ludwig Moshamer errichteten Bau der ehemaligen „Reichsgetreidestelle“ am Fehrbelliner Platz. Seit Februar 2018 befindet es sich in der Liegenschaft Berlin-Lichterfelde. Das Servicezentrum des Filmarchivs wurde in Hoppegarten bei Berlin eingerichtet. In dem Neubau in der Lindenallee ging am 24. August 2005 ein modernes Spezialmagazin für Nitrofilme und Werkstätten für die Restaurierung und Umkopierung in Betrieb. Das Lagerungsklima beträgt 6 °C und 50 % relative Luftfeuchte, der Druck einer möglichen Explosion soll durch einen Erdwall abgefangen werden. Ein Neubau für die Lagerung der nicht brandgefährdeten Kinofilme wurde bisher noch nicht errichtet.